# 226. pehotni polk (Italija)
226. pehotni polk Arezzo je bil pehotni polk Kraljeve italijanske kopenske vojske.

## Zgodovina
Med prvo svetovno vojno je bil polk nastanjen na soški fronti in med drugo svetovno vojno v Grčiji, Jugoslaviji in v Albaniji.